# Literatura de los hijos
La literatura de los hijos, también conocida como literatura de los hijos de la dictadura,narrativa de los hijosy literatura posmemoria chilena engloba aquellas novelas chilenas "que han incursionado en una mirada infantil o adolescente sobre la historia reciente con sus respectivas represiones, desapariciones y terror".
Para la crítica chilena Lorena Amaro, los autores de este tipo de textos vivieron su infancia "bajo la violencia y crueldad de la dictadura pinochetista y haberse mantenido, como niños que eran, ajenos a los giros políticos".

## Historia
La expresión literatura de los hijos tiene origen en el título del tercer capítulo de la novela Formas de volver a casa, publicada en 2011 por el escritor chileno Alejandro Zambra. En 2015, Zambra explicó en conversación con El País:
"Los de mi generación vivimos la democracia y la adolescencia al mismo tiempo. Nos dimos cuenta de que solo la segunda era totalmente cierta [...]; en los 90 tuvimos una sensación de orfandad muy grande. Se daban los problemas por archivados, pero advertimos que no lo estaban. Para explicar cualquier cosa en Chile tienes que ir a la dictadura. Es muy difícil no hablar de ella".
A pesar del nombre, no se trata de una historia de los hijos en el sentido tradicional ni tampoco de literatura infantil, sino una "memoria de los hijos construida desde la ficcionalización de la experiencia infantil" durante la dictadura militar de Augusto Pinochet.Autoras como Alia Trabucco han planteado que aquella "generación no aborda el pasado solo desde el homenaje, sino también cuestionando, interpelando".
La literatura de los hijos ha sido caracterizada como autobiográfica, donde la "memoria pasa de lo íntimo a lo político",con una visión crítica sobre el proceso de transición a la democracia en Chile. También se ha señalado que este tipo de literatura se enfoca en cuentos, novela breves y formatos arriesgados (Fascímil de Alejandro Zambra) de prosa directa, influenciada por la poesía.
Entre las influencias de esta generación se ha mencionado a Roberto Bolaño, Nicanor Parra, Alberto Fuguet y César Aira.

## Exponentes
Los autores de esta literatura nacieron entre los años setenta y años ochenta durante la dictadura militar de Augusto Pinochet. Entre quienes han sido englobados bajo este tipo de literatura están Lina Meruane (Cercada, Sangre en el ojo), Alejandro Zambra (Formas de volver a casa, Mis documentos), Nona Fernández (Space Invaders, Chilean Electric, Fuenzalida) Alejandra Costamagna (En voz baja, Animales domésticos), Alia Trabucco (La resta), Álvaro Bisama (Ruido) y Rafael Gumucio (Memorias prematuras).

## Críticas
En respuesta al concepto de literatura de los hijos de la dictadura, la escritora Lina Meruane ha identificado su literatura como posmemoria, un concepto acuñado originalmente por la investigadora estadounidense Marianne Hirsch. Meruane plantea que son "relatos de segunda mano donde los narradores se hacen cargo como pueden de lo que vieron a medias o intuyeron".